# Hydropus
Genre
Hydropus est un genre de champignons basidiomycètes de la famille des Marasmiaceae. 
Le genre comprend plus d'une centaine d'espèces à l'aspect de mycènes ou de collybies, pour la plupart rares en France. 
L'espèce-type est Hydropus fuliginarius. On peut également citer Hydropus subalpina  (voir)

## Sources
- (en) Index Fungorum : Hydropus  (+ liste espèces) (+ MycoBank)
- Bibliographie de la Société mycologique de France.
- (en) Catalogue of Life : Hydropus (consulté le 11 décembre 2020)